# Microbotryum pinguiculae
Espèce
Synonymes
- Ustilago pinguiculae Rostr. 1890
- Bauhinus pinguiculae (Rostr.) Denchev, 1997

Microbotryum pinguiculae est une espèce de champignons basidiomycètes, phytoparasites obligatoires de l'espèce de Pinguicula vulgaris. À l'instar d'autres espèces du genre Microbotryum, elle cause la maladie cryptogamique du charbon des anthères, qui est une rouille et non un charbon, contrairement à ce que laisse penser son nom. Il s'agissait jusqu'à peu d'un complexe d'espèces cryptiques lié au genre Pinguicula.

## Taxonomie

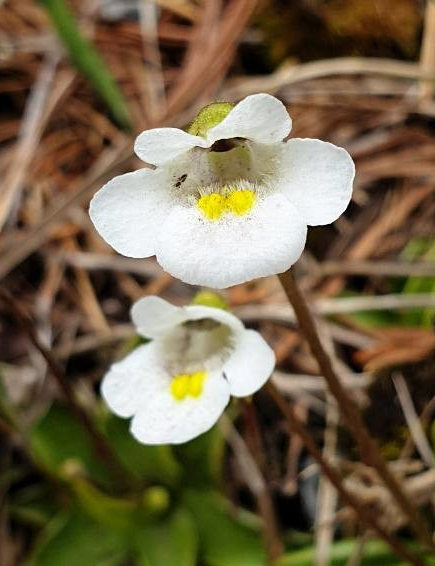
Microbotryum alpinum sur les anthères de Pinguicula alpina

La maladie du charbon des anthères a originellement été décrite à partir d'une espèce de champignon, Uredo violacea, impactant des Caryophyllaceae, en 1797 par Christiaan Hendrik Persoon, rapidement reclassée en Ustilago violacea par Henri-François-Anne de Roussel en 1806. En 1890, le mycologue danois Emil Rostrup différencie l'espèce propre aux Pinguicula, Ustilago pinguiculae. À cette époque, on considère qu'elle parasite de nombreuses espèces du genre Pinguicula dont Pinguicula alpina, P. grandiflora, P. leptoceras, P. villosa et P. vulgaris. En 1998, Kálmán Vánky la range au sein du genre Microbotryum, aux côtés de ce qui est devenu son espèce-type, Microbotryum violaceum. Cette dernière, très étudiée et considérée comme un complexe d'espèces cryptiques est aujourd'hui scindée en de nombreuses autres espèces. Il en va de même pour Microbotryum pinguiculae. Des études génétiques montrent que le complexe d'espèces cryptiques M. pinguiculae est proche des espèces produisant le charbon des anthères sur les Lamiaceae (M. betonicae et M. salviae) et les Dipsacaceae (M. intermedium) et plus distantes des espèces portant sur les Caryophyllaceae comme M. violaceum.
Depuis 2018, M. pinguiculae est considéré comme un phytoparasite monospécifique de l'espèce Pinguicula vulgaris. D'autres espèces proches parasitent d'autres Pinguicula, telles que Microbotryum liroi sur P. villosa et Microbotryum alpinum sur P. alpina.

## Description
La forme téléomorphe de Microbotryum pinguiculae, c'est-à-dire sa forme séxuée, se traduit par une modification de l'ensemble des anthères en une masse de spores poudreuse violet clair à brun-violet remplaçant le pollen. Les étamines sont raccourcies et gonflées sphériquement. Les spores mesurent de 7 à 9 μm de large pour 5,5 à 7,5 μm de long et sont recouverts d'un treillis. Cette espèce est visible en juin et en juillet en Europe centrale,,. 

## Biologie et impact parasitaire
À l'instar des autres espèces du genre Microbotryum provoquant le charbon des anthères, Microbotryum pinguiculae prend le contrôle de son hôte en produisant ses propres spores en lieu et place du pollen. Il utilise ainsi les pollinisateurs de la Grassette commune à ses propres fins, lui permettant ainsi une dispersion de ses téliospores. Une plante infectée ne produit plus de graines et peut le rester de nombreuses années.
Lors d'une recherche active au Pays de Galles sur des stations aux populations importantes, l'impact parasitaire était supérieur à 30% des fleurs.

## Répartition
Sa plante hôte ayant une répartition holarctique, Microbotryum pinguiculae a été répertoriée dans les zones montagneuses et sub-alpines de l'Autriche, du Canada, du Danemark, de l'Estonie, de la Finlande, de l'Allemagne, de l'Islande, de l'Italie, de la Norvège, de la Russie, de la Suède et du Royaume-Uni.